# Mesanthura cinctula
Mesanthura cinctula är en kräftdjursart som beskrevs av Nunomura 2006. Mesanthura cinctula ingår i släktet Mesanthura och familjen Anthuridae. Inga underarter finns listade i Catalogue of Life.